# Péra Pedí
Péra Pedí (grec moderne : Πέρα Πεδί) est un village de Chypre de plus de 120 habitants.